# Rhopalorhynchus cinclus
Rhopalorhynchus cinclus är en havsspindelart som beskrevs av Bamber, R.N. 200. Rhopalorhynchus cinclus ingår i släktet Rhopalorhynchus och familjen Colossendeidae. Inga underarter finns listade i Catalogue of Life.